# Pietro Rimoldi
Pietro Rimoldi (Sacconago, Busto Arsizio, Lombardia, 5 de novembro de 1911 – Busto Arsizio, 14 de novembro de 2000) foi um ciclista italiano, que foi profissional entre 1933 e 1942.
Em seu palmarés destaca uma vitória à Coppa Bernocchi de 1934 e o Giro do Piemonte de 1938. Além destas vitórias destacam vários praças de honra corridas como a Milão-Sanremo, terceiro no 1933 e segundo no 1940, e o Giro de Lombardia, terceiro em 1933.

## Palmarés
- 1934
  - 1.º na Coppa Bernocchi
  - 1.º no Circuito Emiliano a Bologna
- 1935
  - 1.º na Coppa Collecchio
- 1936
  - 1.º na Génova-Nice
  - 1.º na Copa Cidade de Busto Arsizio
- 1937
  - 1.º na Copa Cidade de Busto Arsizio
- 1938
  - 1.º no Giro do Piemonte

### Resultados ao Giro de Itália
- 1933. 35.º da classificação geral
- 1934. Abandona
- 1936. 38.º da classificação geral
- 1937. 30.º da classificação geral
- 1938. 34.º da classificação geral
- 1939. 47.º da classificação geral
- 1940. 43.º da classificação geral

### Resultados no Tour de France
- 1935. Abandona (15.ª etapa)